# Communauté de communes Astérienne Isle et Vern
La communauté de communes Astérienne Isle et Vern est une ancienne communauté de communes française située dans le département de la Dordogne, en région Aquitaine.
Elle tirait son nom de deux rivières qui traversaient son territoire, l'Isle et son affluent, le Vern, l'adjectif « Astérienne » qualifiant ce qui est de Saint-Astier.

## Historique
La communauté de communes Astérienne Isle et Vern est créée le 27 décembre 2002 pour une prise d'effet au 1er janvier 2003.
Au 1er janvier 2013, les communes d'Annesse-et-Beaulieu et de Mensignac quittent l'intercommunalité pour rejoindre la communauté d'agglomération périgourdine.
Par arrêté no 121326 du 6 décembre 2012, un projet de fusion est envisagé entre la communauté de communes Astérienne Isle et Vern, la communauté de communes de la Vallée du Salembre et celle de la Moyenne Vallée de l'Isle. La nouvelle entité territoriale, effective au 1er janvier 2014, prend le nom de communauté de communes Isle Vern Salembre en Périgord.

## Composition
En 2013, la communauté de communes Astérienne Isle et Vern était composée de sept des douze communes du canton de Saint-Astier, les cinq autres, Annesse-et-Beaulieu, La Chapelle-Gonaguet, Coursac, Mensignac et Razac-sur-l'Isle, étant rattachées à la communauté d'agglomération périgourdine :
1. Grignols
2. Jaure
3. Léguillac-de-l'Auche
4. Manzac-sur-Vern
5. Montrem
6. Saint-Astier
7. Saint-Léon-sur-l'Isle

## Démographie
Au 1er janvier 2013, pour sa dernière année d'existence, la communauté de communes Astérienne Isle et Vern avait une population municipale de 11 168 habitants.

## Politique et administration
| Période                                  | Période       | Identité          | Étiquette | Qualité                                  |
| ---------------------------------------- | ------------- | ----------------- | --------- | ---------------------------------------- |
| janvier 2003                             | avril 2008    | Jacques Monmarson | PS        | Maire de Saint-Astier Conseiller général |
| avril 2008                               | avril 2010    | Jean Campo        | PS        | Adjoint au maire de Saint-Astier         |
| juin 2010                                | novembre 2011 | Jean-Louis Simon, | PS        | Maire d'Annesse-et-Beaulieu              |
| novembre 2011                            | décembre 2013 | Jacques Ranoux    | DVG       | Maire de Montrem                         |
| Les données manquantes sont à compléter. |               |                   |           |                                          |

## Compétences
- Accueil des gens du voyage
- Action sociale
- Collecte des déchets
- Environnement
- Équipements ou établissements culturels, socioculturels, socioéducatifs ou sportifs
- Préfiguration et fonctionnement des Pays
- Programme local de l'habitat
- Schéma de cohérence territoriale (SCOT)
- Tourisme
- Voirie
- Zones d'activités industrielle, commerciale, tertiaire, artisanale ou touristique

### Sources
- Le SPLAF (Site sur la Population et les Limites Administratives de la France)
- CC Astérienne Isle et Vern, base BANATIC de la Dordogne